# 波形

正弦波、方波、三角波和锯齿波

波形（英語：waveform）表示信号的形状、形式，这个信号可以是波在物理介质上的移动，也可以是其他物理量的抽象表达形式。
在许多情况里，波传播的介质的形式不能直接用肉眼观察。在这些情况中，“波形”这个术语指相应物理量在时间或空间上分布情况的图形抽象。作为最典型的例子，示波器可以被用来在显示设备上表现出两个探头之间电压的变化情况。将这个概念扩展后，波形也可以描述任何物理量在时间上变化所对应函数的曲线图形。